# Civilization V: Gods and Kings
Sid Meier's Civilization V: Gods and Kings est la première  grande extension du jeu de stratégie au tour par tour Civilization V. Elle est sortie le 19 juin 2012 aux États-Unis et le 22 juin 2012 dans le reste du monde. Elle ajoute les mécaniques de religion et d'espionnage qui n'étaient pas présentes dans le jeu de base, et elle modifie également quelques paramètres au niveau des combats et de la diplomatie.

## Système de jeu
Gods and Kings inclut 27 nouvelles unités, 13 nouveaux bâtiments, 9 nouvelles merveilles, ainsi que 9 nouvelles civilisations jouables. Un nouveau mécanisme de religion basé sur une nouvelle « ressource », la « foi », permet au joueur de créer sa propre religion, qu'il peut ensuite faire évoluer et diffuser dans le monde entier tout au long de la partie. La diplomatie a été également retravaillée pour y inclure l'espionnage, les ambassades étrangères, ainsi que deux nouvelles sortes de cités-États (religieuses et mercantiles). Les cités-États proposent également un nouveau système de quête. En outre, le système de combat a été retravaillé pour y inclure une IA plus développée, une époque moderne plus longue, un système de combat naval amélioré incluant des amiraux illustres et des unités navales de mêlée ainsi que 52 nouveaux succès pour Civilization V.
Trois nouveaux scénarios sont également inclus dans l'extension : La Chute de Rome mettant en scène la chute de l'Empire romain, Vers la Renaissance recréant le développement de la religion du Moyen Âge jusqu'à la Renaissance, ainsi que Empire des Cieux embrumés, un scénario Steampunk basé sur l'ère victorienne.

### Espionnage
L'espionnage dans Gods and Kings peut être utilisé pour envahir des civilisations rivales ainsi que des cités-États. Les espions sont capables de voler des technologies, truquer des élections, faire de la reconnaissance, ainsi que diverses autres missions d'espionnage déjà disponibles dans les précédents Civilization. Cependant, à la différence des jeux précédents, les espions ne sont pas formés par une civilisation. Au lieu de cela, ils sont accordés à certains intervalles au fil de la partie. En outre, les espions peuvent gagner des niveaux après avoir réalisé avec succès un certain nombre de missions. Si des espions du joueur sont capturés ou tués, le joueur devra attendre un certain nombre de tours avant l'arrivée d'un remplaçant qui commencera sans aucune expérience. Les espions capturés peuvent également révéler des renseignements à la civilisation adverse. Le système d'espionnage est conçu pour prendre effet à partir de la Renaissance.

### Religion
Gods and Kings réintroduit le mécanisme de la religion dans la série. Les joueurs peuvent fonder une religion et en personnaliser les croyances grâce à une ressource de « foi » (similaire à la ressource de culture et de science déjà présente en jeu), ce qui donnera différents avantages en jeu. L'utilisation de prophètes illustres, de missionnaires et d'inquisiteurs permet également de diffuser et de contrôler votre religion à travers le monde. La religion prend une place importante dans la diplomatie et les relations avec les autres dirigeants en début de partie, mais son influence diminue à l'approche de l'ère moderne.
Gods and Kings comprend onze religions différentes : le Bouddhisme, le Christianisme, le Confucianisme, l'Hindouisme, l'Islam, le Judaïsme, le Shintoïsme, le Sikhisme, le Taoïsme, le Tengrisme et le Zoroastrisme. Cependant, le joueur a la possibilité de renommer chaque religion.

### Civilisations et dirigeants
L'extension ajoute neuf nouveaux dirigeants et civilisations jouables, dont les Pays-Bas dirigés par Guillaume Ier, les Celtes dirigés par Boadicée, les Mayas dirigés par Pakal, Carthage dirigée par Didon, Byzance dirigée par Théodora, les Huns dirigés par Attila, l'Autriche dirigée par Marie-Thérèse, l'Éthiopie dirigée par Haïlé Sélassié et la Suède dirigée par Gustave II Adolphe. Sont également ajoutés l'Espagne dirigée par Isabelle de Castille et la Mongolie dirigée par Genghis Khan, déjà disponibles dans des contenus téléchargeables pour Civilization V.
| Civilisation | Dirigeant       | Unique 1                    | Unique 2         | Capacité spéciale              | Capitale       |
| ------------ | --------------- | --------------------------- | ---------------- | ------------------------------ | -------------- |
| Autriche     | Marie-Thérèse   | Hussard                     | Café             | Mariage diplomatique           | Vienne         |
| Byzance      | Théodora        | Cataphractaire              | Dromon           | Patriarcat de Constantinople   | Constantinople |
| Carthage     | Didon           | Éléphant de forêt d'Afrique | Quinquérème      | Héritage Phénicien             | Carthage       |
| Celtes       | Boadicée        | Guerrier picte              | Salle de Ceilidh | Traditions Druidiques          | Edinbourg      |
| Éthiopie     | Haïlé Sélassié  | Mehal Sefari (en)           | Stèle            | Esprit d'Adoua                 | Addis-Abeba    |
| Huns         | Attila          | Archer monté                | Bélier           | Fléau de Dieu                  | Cour d'Attila  |
| Maya         | Pakal           | Propulseur                  | Pyramide         | Compte Long                    | Palenque       |
| Pays-Bas     | Guillaume Ier   | Gueux de la mer             | Polder           | Compagnie des Indes orientales | Amsterdam      |
| Suède        | Gustave Adolphe | Hakkapélite                 | Caroléen         | Prix nobel                     | Stockholm      |

### Nouvelles merveilles
L'extension ajoute les merveilles suivantes :
- Le Mausolée de l'empereur Qin
- La Cité perdue de Pétra
- La Grande mosquée de Djenné
- Le Château de Neuschwanstein
- La Tour de Pise
- La Tour CN
- Le Télescope spatial Hubble
- Le Grand pare-feu
- L'Agence nationale de renseignement

## Réception
Les critiques ont été, pour la plupart, positives. L'agrégateur de critiques Metacritic lui a donné une moyenne de 80/100, basée sur 30 critiques de différents sites. Le site français Gamekult lui a, quant à lui, donné la note de 6/10 critiquant le "manque de réelle nouveauté" ainsi que l'espionnage "tardif, peu interactif et mal équilibré". Le site GameSpy lui a donné la note de trois étoiles et demie sur cinq, critiquant l'importance réduite de l'espionnage et le peu de changements apportés au jeu de base.